# Bob Clampett
Robert Emerson "Bob" Clampett (8 de mayo de 1913 - 2 de mayo de 1984) fue un animador, productor, director de cine y titiritero estadounidense conocido por su trabajo en la serie animada Looney Tunes de Warner Bros. y el programa de televisión Time for Beany.

## Biografía

### Inicios
Clampett mostró un interés por la animación y los títeres cuando era joven, mientras vivía en Los Ángeles.
Clampett diseñó los primeros muñecos de Mickey Mouse para Walt Disney.[cita requerida]  Como afirmaría Clampett en algunas entrevistas posteriores, Disney quedó impresionado con el talento del artista, y le ofreció un trabajo. Sin embargo, la falta de cupos en la pequeña empresa de Disney no permitieron esto. Aun así, consiguió trabajo en el estudio de Hugh Harman y Rudolf Ising en 1931 donde trabajó en las series Looney Tunes y Merrie Melodies. En su primer año en el estudio, Clampett trabajó para Friz Freleng la mayoría de las veces, bajo sus enseñanzas Clampett aprendió lo necesario sobre animación.[cita requerida]  En 1935, diseñó la principal estrella del estudio, Porky, quien apareció en el cortometraje de Freleng I Haven't Got a Hat.

### "Termite Terrace"
Clampett estuvo bajo el mando de Tex Avery ese mismo año, y los dos crearon un estilo de animación diferente, que destacaría a Warner Bros. de sus competidores. Trabajando en un edificio de madera aparte del resto de los animadores, Avery y Clampett descubrieron que no eran los únicos en el edificio. Compartían además el lugar junto a un gran número de termitas. Nombraron al edificio Termite Terrace, nombre utilizado por fanáticos e historiadores para referirse al estudio.
Se unieron animadores como Chuck Jones, Virgil Ross y Sid Sutherland, y trabajaron prácticamente sin interferencias durante ese año en su nuevo estilo de humor.
Clampett pidió a Leon Schlesinger una oportunidad para trabajar como director, Schlesinger le asignó una secuencia para la película de Joe E. Brown What's Your Birthday? (1937), animando los signos del zodiaco. Esto permitió que Clampett y Chuck Jones dirigieran en conjunto para Ub Iwerks, haciendo varios cortometrajes de Porky. En estos cortos apareció por primera vez Gabby Goat, compañero de Porky. A pesar de las contribuciones de Jones y Clampett, solo Iwerks fue acreditado como director.
Clampett fue promovido a director en 1937, y entró en su propia era dorada. Sus dibujos animados se volvieron más violentos, irreverentes y surrealistas, sus personajes se convirtieron en los más alocados de los creados por directores de Warner. Clampett fue influenciado por el artista Salvador Dalí, esto es demostrado en el cortometraje Porky in Wackyland (1938), donde la historia toma lugar en un escenario basado en obras del pintor, con objetos derretidos y formas abstractas.
Durante los próximos nueve años, Clampett creó algunos de los dibujos animados más populares del estudio, como Porky in Wackyland (1938), Bugs Bunny Gets the Boid (1942), A Tale of Two Kitties (debut de Piolín), Coal Black and de Sebben Dwarfs (1943), Russian Rhapsody (1944), The Great Piggy Bank Robbery (1946) y The Big Snooze (1946), su último cortometraje para el estudio. La influencia de Clampett permitió que Warner se diferenciara de Disney y siguiera el camino que los ha distinguido desde entonces.

### Carrera posterior
Clampett trabajó por un tiempo en Screen Gems como escritor, pero en 1949, se dedicó a la televisión donde creó su programa de marionetas Time for Beany. El programa ganó tres premios Emmy y tuvo entre sus fanáticos a Groucho Marx y Albert Einstein. A fines de los años 1950, Clampett fue contratado por Associated Artists Productions para catalogar los dibujos animados de Warner que habían adquirido. En 1952 creó la serie de televisión Thunderbolt and Wondercolt, y en 1954 dirigió Willy The Wolf, además creó e hizo la voz de un personaje en el programa Buffalo Billy. En 1959, creó una versión animada del programa titulada Beany and Cecil, que fue emitido por ABC en 1962 y estuvo al aire durante los próximos cinco años.
En los años posteriores, Clampett participó en campus universitarios y festivales de animación donde habló sobre la historia de la animación. En 1975 fue la figura central de un documental titulado Bugs Bunny: Superstar, el primer documental en examinar seriamente la historia de los dibujos animados de Warner Bros. La colección de Clampett, dibujos, cortometrajes, pertenencias de personajes famosos, entre otros, sirvieron para ilustrar el documental.
Bob Clampett murió de un ataque cardíaco el 2 de mayo de 1984, a cuatro días de su cumpleaños número 71.